# Guaranésia
Guaranésia is een gemeente in de Braziliaanse deelstaat Minas Gerais. De gemeente telt 18.635 inwoners (schatting 2009).

## Aangrenzende gemeenten
De gemeente grenst aan Arceburgo, Guaxupé, Monte Santo de Minas, São Pedro da União en Mococa (SP).

## Verkeer en vervoer
De plaats ligt aan de weg BR-491.